# Comuna Ralivka, Sambir
Ralivka (în ucraineană Ралівка) este o comună în raionul Sambir, regiunea Liov, Ucraina, formată din satele Hatkî, Nahirne, Ralivka (reședința) și Zadnistrea.

## Demografie
Componența lingvistică a comunei Ralivka
     Ucraineană (98,65%)
     Alte limbi (0,67%)
Conform recensământului din 2001, majoritatea populației comunei Ralivka era vorbitoare de ucraineană (98,65%), existând în minoritate și vorbitori de alte limbi.